# Isola Admiralty
Admiralty Island (in passato anche nota come isola dell'Ammiragliato), è un'isola nella parte più settentrionale dell'arcipelago Alessandro nell'Alaska Panhandle dell'Alaska. La popolazione nativa dell'isola, il clan indigeno dei tlingit la chiama Xootsnoowú, che significa "fortezza degli orsi".

## Geografia
Lunga 145 km e larga 56 km, con un'area di 4.264,1 km², si tratta della settima isola più grande degli Stati Uniti e della 132ª maggiore isola della Terra.

## Popolazione
L'unico insediamento urbano sull'isola è Angoon, una tradizionale comunità Tlingit di 572 persone, anche se una sezione non popolata del comune di Juneau si estende sul 6,2% dell'isola sulla parte nord 264.68 km² (102.19 sq mi) La popolazione totale dell'isola secondo il censimento USA del 2000 ammontava a 650 persone. Scolasticamente viene ricordata come una delle isole ABC dell'Alaska.

## Fauna
Admiralty Island ha la maggiore densità di orsi bruni nell'America del Nord. Con circa 1.600 orsi bruni, i residenti umani dell'isola sono superati per un rapporto di tre a uno.
La maggior parte dell'isola Admiralty è occupata dall'Admiralty Island National Monument che si estende per 955.000 acri (3.860 km²), una riserva naturale protetta federalmente. L'area nota come "Kootznoowoo Wilderness" si ritiene come unica nell'Alaska del sudest perché include vaste aree superstiti di vecchia foresta pluviale a clima temperato. Queste foreste forniscono alcuni tra i migliori habitat a specie come l'orso bruno, l'aquila calva, e il cervo a coda nera di Sitka.

## Industria
La miniera "Greens Creek" è costituita da una serie di gallerie sotterranee per l'estrazione di argento, oro, piombo e zinco, che si trova sulla punta nordovest dell'isola, all'interno del parco nazionale monumentale. Inizia le sue operazioni nel 1989.
L'Admiralty Island offre alcune tra le migliori opportunità per il divertimento all'aria aperta nel sudest dell'Alaska. Lo United States Forest Service mantiene alcune cabine per l'uso pubblico sull'isola, come anche la "Cross Admiralty Canoe Route", che collega i laghi dell'isola grazie ad una serie di canali.
L'area di avvistamento "Pack Creek Brown Bear Viewing Area" offre ai visitatori la possibilità di osservare gli orsi bruni nel loro habitat naturale, mentre catturano i salmoni ed interagiscono tra di loro nei mesi estivi. Sono necessari permessi per tutti i visitanti del "Pack Creek", autorizzazioni che possono essere ottenute contattando il Forest Service.

## Faro "Point Retreat Light"
Il faro Point Retreat Light si trova nella parte nord dell'isola Admiralty ed è un importante ausilio alla navigazione.